# Piazzatorre
Piazzatorre (lombardul: Piasatur) település Olaszországban, Lombardia régióban, Bergamo megyében. Lakosainak száma 391 fő (2023. január 1.). Piazzatorre Valleve, Piazzolo, Isola di Fondra, Branzi, Mezzoldo, Moio de’ Calvi és Olmo al Brembo községekkel határos.

## Népesség
A település lakossága az elmúlt években az alábbi módon változott:
| Lakosok száma | 402  | 399  | 391  |
|               | 2017 | 2018 | 2023 |